# Animomyia dilatata
Animomyia dilatata är en fjärilsart som beskrevs av Frederick H. Rindge 1974. Animomyia dilatata ingår i släktet Animomyia och familjen mätare. Inga underarter finns listade i Catalogue of Life.